# Jeffrey Carter
Pour les articles homonymes, voir Carter.
Jeffrey J. Carter, dit Jeff Carter, (né le 1er janvier 1985 à London, dans la province de l'Ontario au Canada) est un joueur professionnel canadien de hockey sur glace. Il évolue au poste de centre.

## Biographie

### Carrière en club
En 2001, il commence sa carrière dans la Ligue de hockey de l'Ontario avec les Greyhounds de Sault Ste. Marie. Il participe avec l'équipe LHO au Défi ADT Canada-Russie en 2003 et 2004. En 2003, il est choisi au cours du repêchage d'entrée dans la Ligue nationale de hockey par les Flyers de Philadelphie en 1e ronde, en 11e position. En 2004-2005, il passe professionnel avec l'équipe école des Flyers, les Phantoms de Philadelphie de la Ligue américaine de hockey. La saison suivante, il s'impose comme titulaire en LNH. 
Le 23 juin 2011, il est échangé aux Blue Jackets de Columbus en retour de Jakub Voráček et deux choix de première et troisième ronde au repêchage 2011.
Le 23 février 2012, il est échangé aux Kings de Los Angeles contre Jack Johnson et un choix de premier tour en 2012 ou 2013.
Il remporte la Coupe Stanley 2012 avec les Kings de Los Angeles, le 11 juin 2012.

### Carrière internationale
Il représente l'équipe du Canada au niveau international. Il a participé aux sélections jeunes.

## Statistiques

### En club
| Saison     | Équipe                         | Ligue      |       | Saison régulière | Saison régulière | Saison régulière | Saison régulière | Saison régulière |    | Séries éliminatoires | Séries éliminatoires | Séries éliminatoires | Séries éliminatoires | Séries éliminatoires |
| Saison     | Équipe                         | Ligue      | PJ    | B                | A                | Pts              | Pun              | PJ               | B  | A                    | Pts                  | Pun                  |                      |                      |
| 2001-2002  | Greyhounds de Sault Ste. Marie | LHO        | 63    | 18               | 17               | 35               | 12               | 4                | 0  | 0                    | 0                    | 2                    |                      |                      |
| 2002-2003  | Greyhounds de Sault Ste. Marie | LHO        | 61    | 35               | 36               | 71               | 55               | 4                | 0  | 2                    | 2                    | 2                    |                      |                      |
| 2003-2004  | Greyhounds de Sault Ste. Marie | LHO        | 57    | 36               | 30               | 66               | 26               | -                | -  | -                    | -                    | -                    |                      |                      |
| 2003-2004  | Phantoms de Philadelphie       | LAH        | -     | -                | -                | -                | -                | 12               | 4  | 1                    | 5                    | 0                    |                      |                      |
| 2004-2005  | Greyhounds de Sault Ste. Marie | LHO        | 55    | 34               | 40               | 74               | 40               | 7                | 5  | 5                    | 10                   | 6                    |                      |                      |
| 2004-2005  | Phantoms de Philadelphie       | LAH        | 3     | 0                | 1                | 1                | 4                | 21               | 12 | 11                   | 23                   | 12                   |                      |                      |
| 2005-2006  | Flyers de Philadelphie         | LNH        | 81    | 23               | 19               | 42               | 40               | 6                | 0  | 0                    | 0                    | 10                   |                      |                      |
| 2006-2007  | Flyers de Philadelphie         | LNH        | 62    | 14               | 23               | 37               | 48               | -                | -  | -                    | -                    | -                    |                      |                      |
| 2007-2008  | Flyers de Philadelphie         | LNH        | 82    | 29               | 24               | 53               | 55               | 17               | 6  | 5                    | 11                   | 12                   |                      |                      |
| 2008-2009  | Flyers de Philadelphie         | LNH        | 82    | 46               | 38               | 84               | 68               | 6                | 1  | 0                    | 1                    | 8                    |                      |                      |
| 2009-2010  | Flyers de Philadelphie         | LNH        | 74    | 33               | 28               | 61               | 38               | 12               | 5  | 2                    | 7                    | 2                    |                      |                      |
| 2010-2011  | Flyers de Philadelphie         | LNH        | 80    | 36               | 30               | 66               | 39               | 6                | 1  | 1                    | 2                    | 2                    |                      |                      |
| 2011-2012  | Blue Jackets de Columbus       | LNH        | 39    | 15               | 10               | 25               | 14               | -                | -  | -                    | -                    | -                    |                      |                      |
| 2011-2012  | Kings de Los Angeles           | LNH        | 16    | 6                | 3                | 9                | 2                | 20               | 8  | 5                    | 13                   | 4                    |                      |                      |
| 2012-2013  | Kings de Los Angeles           | LNH        | 48    | 26               | 7                | 33               | 16               | 18               | 6  | 7                    | 13                   | 14                   |                      |                      |
| 2013-2014  | Kings de Los Angeles           | LNH        | 72    | 27               | 23               | 50               | 44               | 26               | 10 | 15                   | 25                   | 4                    |                      |                      |
| 2014-2015  | Kings de Los Angeles           | LNH        | 82    | 28               | 34               | 62               | 28               | -                | -  | -                    | -                    | -                    |                      |                      |
| 2015-2016  | Kings de Los Angeles           | LNH        | 77    | 24               | 38               | 62               | 20               | 5                | 2  | 0                    | 2                    | 4                    |                      |                      |
| 2016-2017  | Kings de Los Angeles           | LNH        | 82    | 32               | 34               | 66               | 41               | -                | -  | -                    | -                    | -                    |                      |                      |
| 2017-2018  | Kings de Los Angeles           | LNH        | 27    | 13               | 9                | 22               | 2                | 4                | 0  | 0                    | 0                    | 2                    |                      |                      |
| 2018-2019  | Kings de Los Angeles           | LNH        | 76    | 13               | 20               | 33               | 42               | -                | -  | -                    | -                    | -                    |                      |                      |
| 2019-2020  | Kings de Los Angeles           | LNH        | 60    | 17               | 10               | 27               | 36               | -                | -  | -                    | -                    | -                    |                      |                      |
| 2020-2021  | Kings de Los Angeles           | LNH        | 40    | 8                | 11               | 19               | 22               | -                | -  | -                    | -                    | -                    |                      |                      |
| 2020-2021  | Penguins de Pittsburgh         | LNH        | 14    | 9                | 2                | 11               | 0                | 6                | 4  | 1                    | 5                    | 4                    |                      |                      |
| 2021-2022  | Penguins de Pittsburgh         | LNH        | 76    | 19               | 26               | 45               | 38               | 7                | 4  | 1                    | 5                    | 6                    |                      |                      |
| 2022-2023  | Penguins de Pittsburgh         | LNH        | 79    | 13               | 16               | 29               | 30               | -                | -  | -                    | -                    | -                    |                      |                      |
| 2023-2024  | Penguins de Pittsburgh         | LNH        | 72    | 11               | 4                | 15               | 12               | -                | -  | -                    | -                    | -                    |                      |                      |
| Totaux LNH | Totaux LNH                     | Totaux LNH | 1 321 | 442              | 409              | 851              | 635              | 133              | 47 | 37                   | 84                   | 72                   |                      |                      |

### En équipe nationale
| Année | Évènement                            |   | PJ | B | A  | Pts | +/- | Pun               |  | Résultat |
| 2003  | Championnat du monde moins de 18 ans | 7 | 2  | 4 | 6  | +6  | 2   | Médaille d'or     |  |          |
| 2004  | Championnat du monde junior          | 6 | 5  | 2 | 7  | +5  | 2   | Médaille d'argent |  |          |
| 2005  | Championnat du monde junior          | 6 | 7  | 3 | 10 | +10 | 6   | Médaille d'or     |  |          |
| 2006  | Championnat du monde                 | 9 | 4  | 2 | 6  | +4  | 2   | Quatrième place   |  |          |
| 2014  | Jeux olympiques                      | 6 | 3  | 2 | 5  | +6  | 2   | Médaille d'or     |  |          |

## Trophées et honneurs personnels

### Ligue nationale de hockey
- 2008-2009 : participe au 57e Match des étoiles de la LNH (1)
- 2011-2012 : vainqueur de la coupe Stanley avec les Kings de Los Angeles (1)
- 2013-2014 : vainqueur de la coupe Stanley avec les Kings de Los Angeles (2)
- 2016-2017 : participe au 62e Match des étoiles de la LNH (2)